# Уссури (автодорога)
Федера́льная автомоби́льная доро́га А370 «Уссу́ри» (до 2011 — М60) — автомобильная дорога федерального значения. Большая часть дороги от Хабаровска до Уссурийска входит в состав азиатского маршрута AH30, участок от Уссурийска до Владивостока относится к маршруту AH6. Протяжённость автодороги — 760 км.

## История
Постановлением Совета Труда и Обороны СССР, от 11 декабря 1933 года, было создано Управление дорожного строительства Восточной Сибири и Дальнего Востока (Дальдорстрой) в Хабаровске, с задачей по строительству стратегических автомобильных дорог по титульному списку Правительства СССР, в районах Восточной Сибири и Дальнего Востока. Планы по строительству были оглашены на XVII съезде ВКП(б), проходившем в Москве с 26 января по 10 февраля 1934 года, когда был принят второй пятилетний план развития СССР. В соответствии с ним предполагалось строительство автомобильной дороги Владивосток — Хабаровск, с твёрдым (гравийным) покрытием, протяжённостью 600 километров.
Для Дальдорстроя, РККА с декабря 1933 года по январь 1934 года сформировала две бригады дорожных войск: первую — в Ростове-на-Дону во главе с комбригом Н. М. Анисимовым, и вторую — в Киеве (командир бригады — Лебедев), с общей численностью личного состава около 15 тыс. человек, и передислоцирует их на Дальний Восток. Штаб-квартира первой бригады село Дмитриевка, Приморской области, второй — город Хабаровск. Первая бригада вела строительство от Владивостока до Имана, а вторая — от Имана до Хабаровска. 4 ноября 1935 года в центральным печатном органе ВКП(б) газете «Правда» была опубликована статья за подписью начальника Дальдорстроя тов. Фрумкина Ю. Ф. о завершении строительства «крупнейшей магистрали Владивосток — Хабаровск».

## Маршрут

«Ладья» перед Хабаровском.

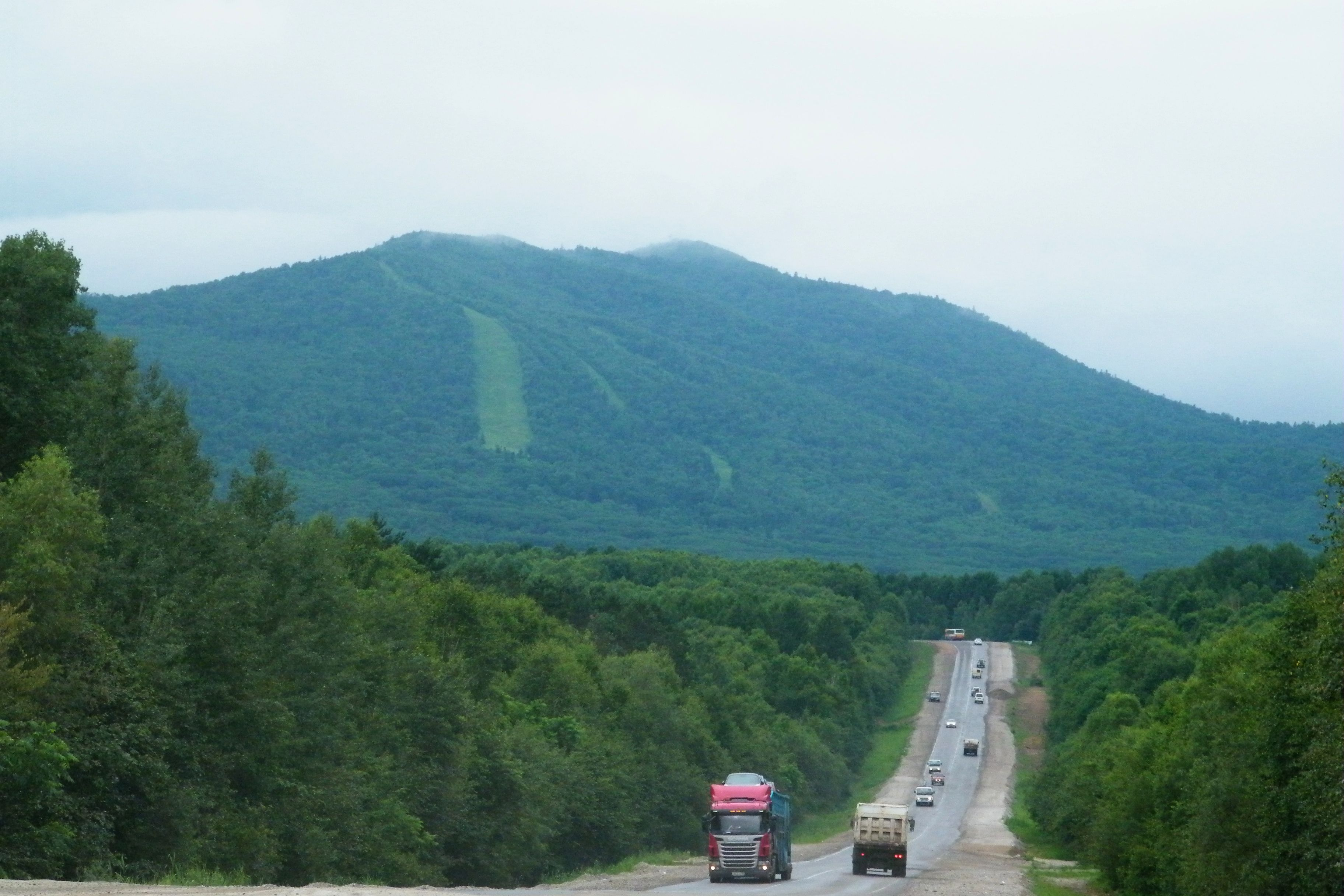
Горнолыжная трасса на склонах хребта Хехцир, вид с трассы А370 (Хабаровский район).

Вяземский, центральная районная больница на перекрёстке ул. Шоссейная (она же трасса «Уссури») и Коммунистическая (главная улица города).

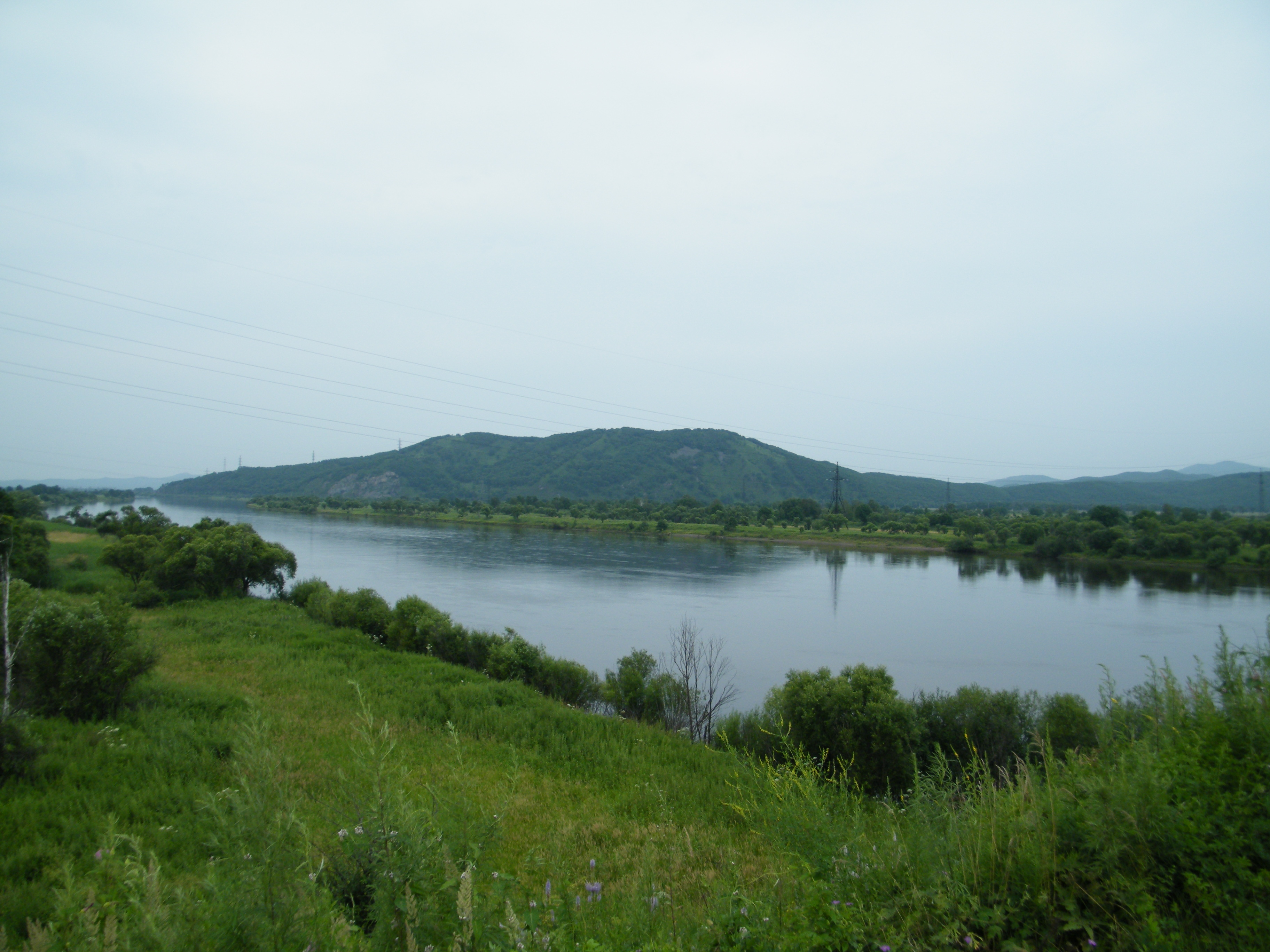
Вид с моста через реку Бикин.

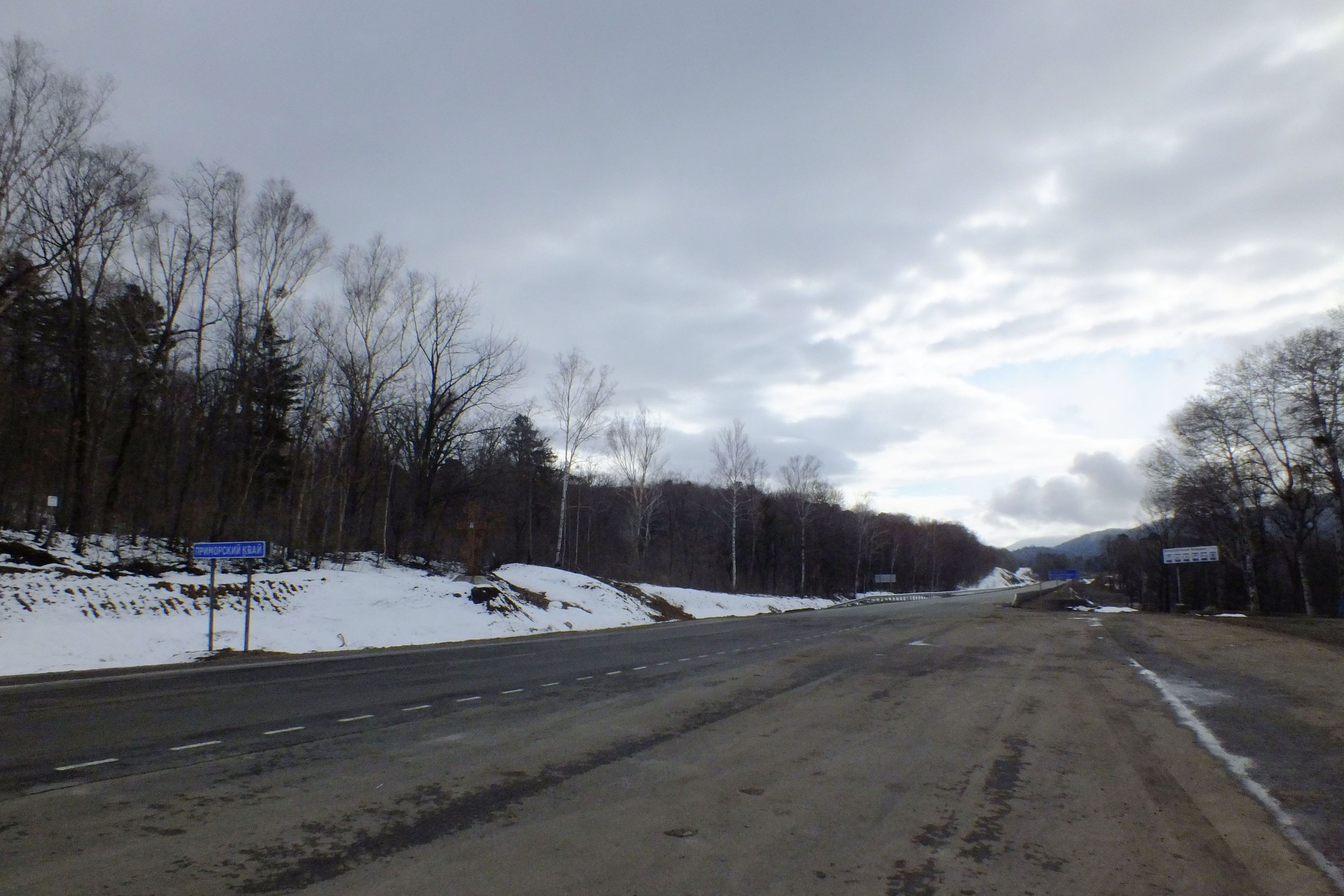
Административная граница между Приморским и Хабаровским краем.

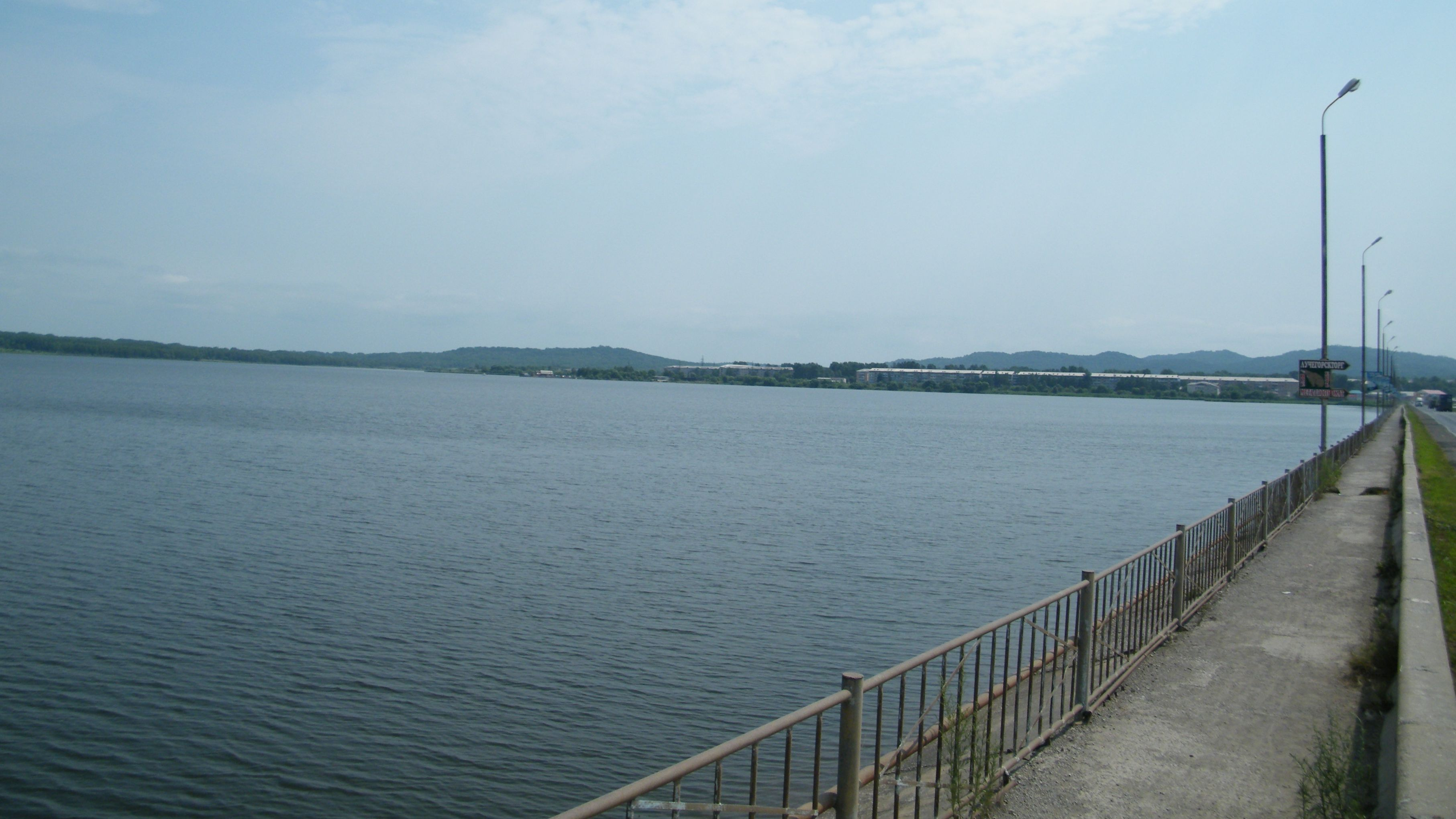
Лучегорское водохранилище.

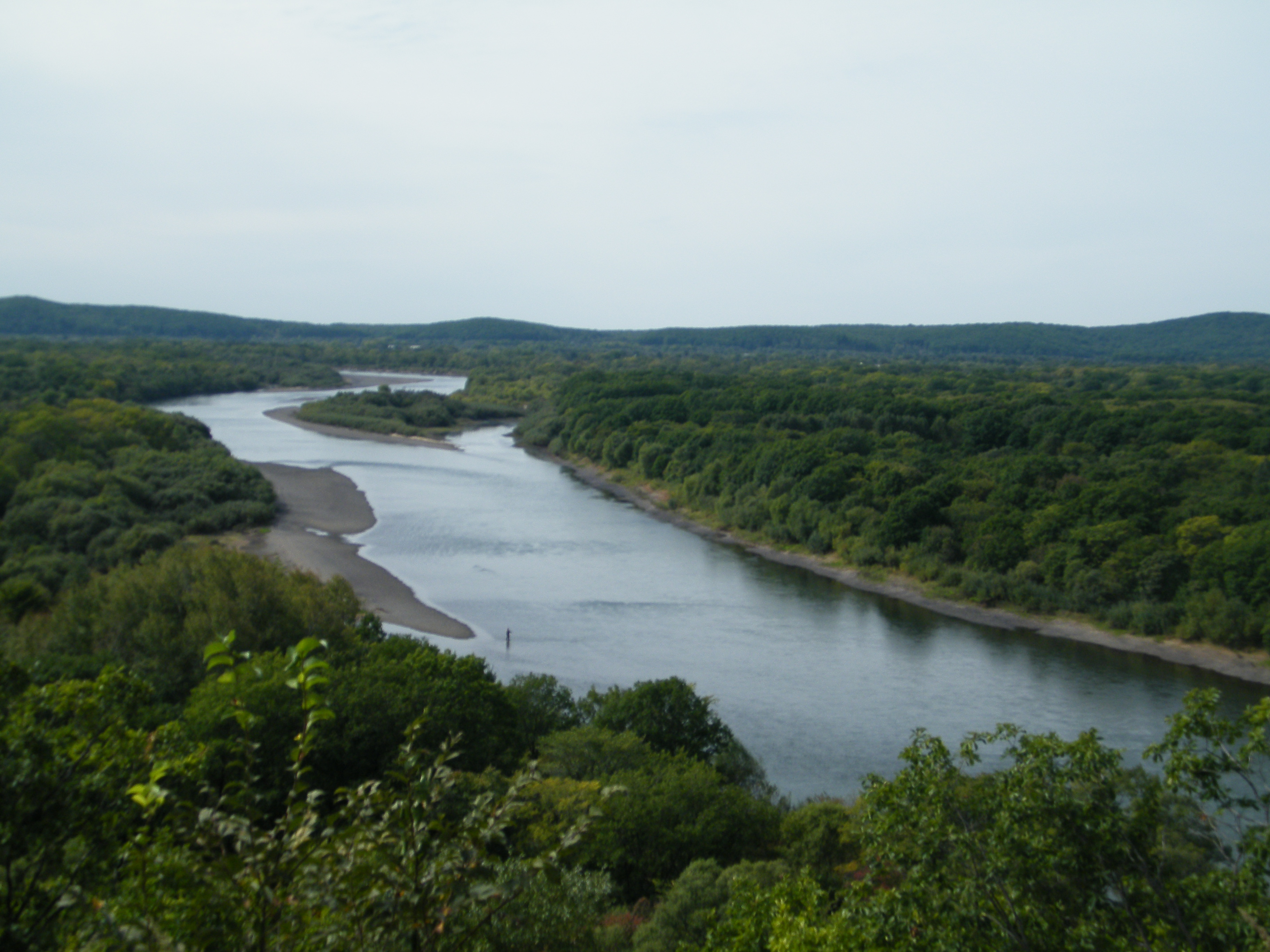
Река Уссури у посёлка Горные Ключи

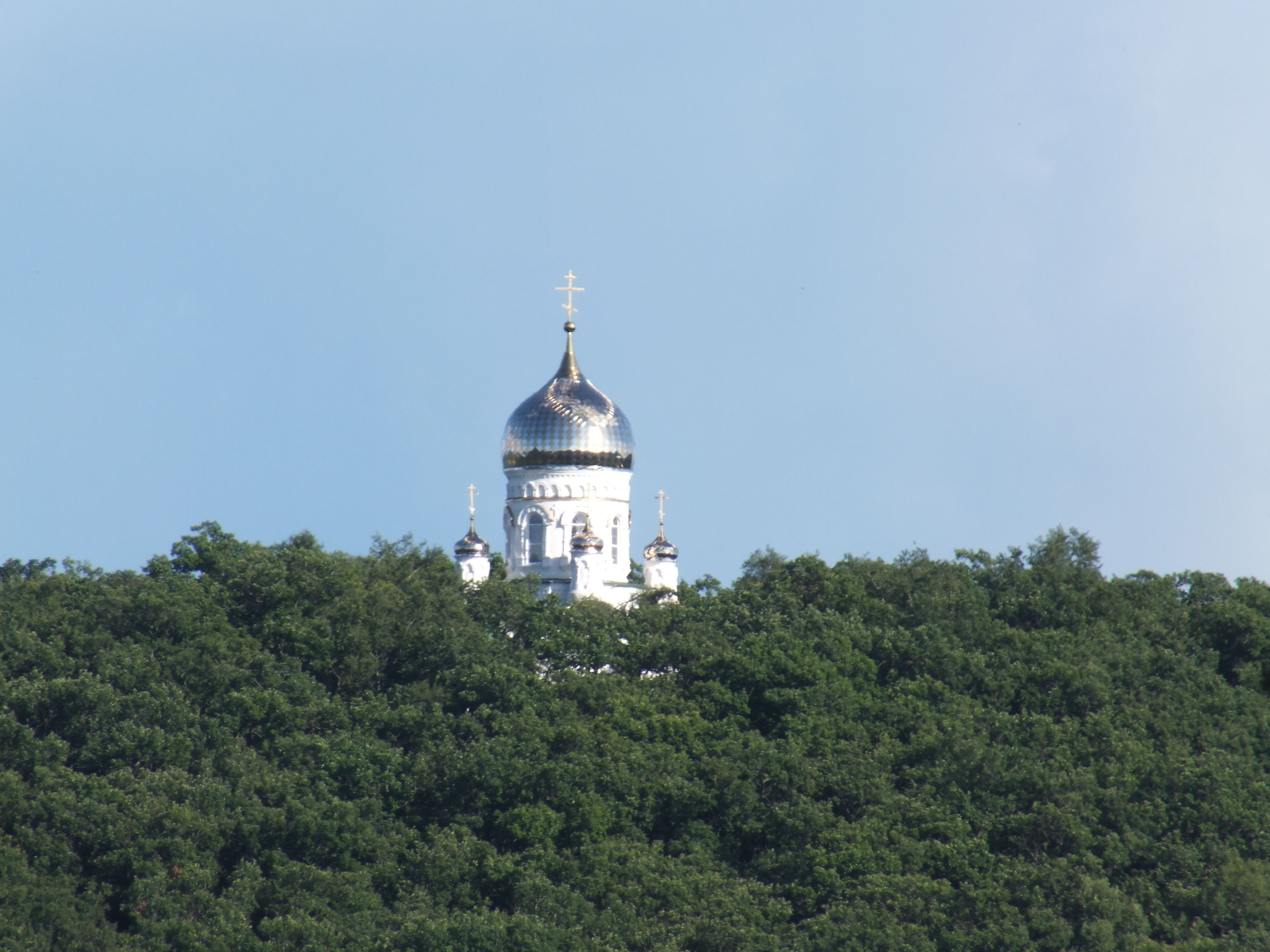
Храм Преображения Господня (Свято-Троицкий Николаевский монастырь), вид с автотрассы.

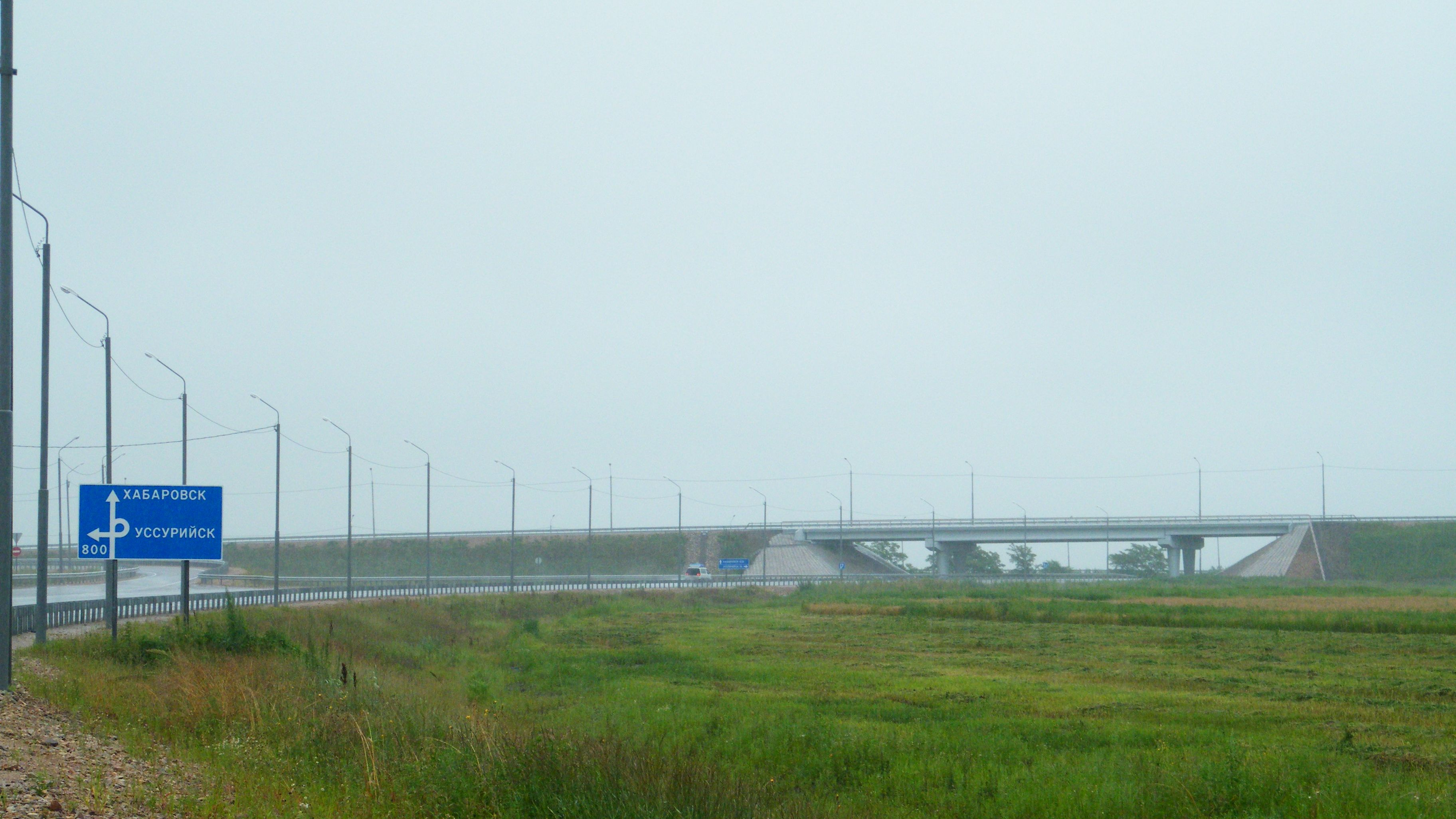
Транспортная развязка на Михайловку.

Ростральная колонна перед въездом во Владивосток, фотография сделана в 1982 году.

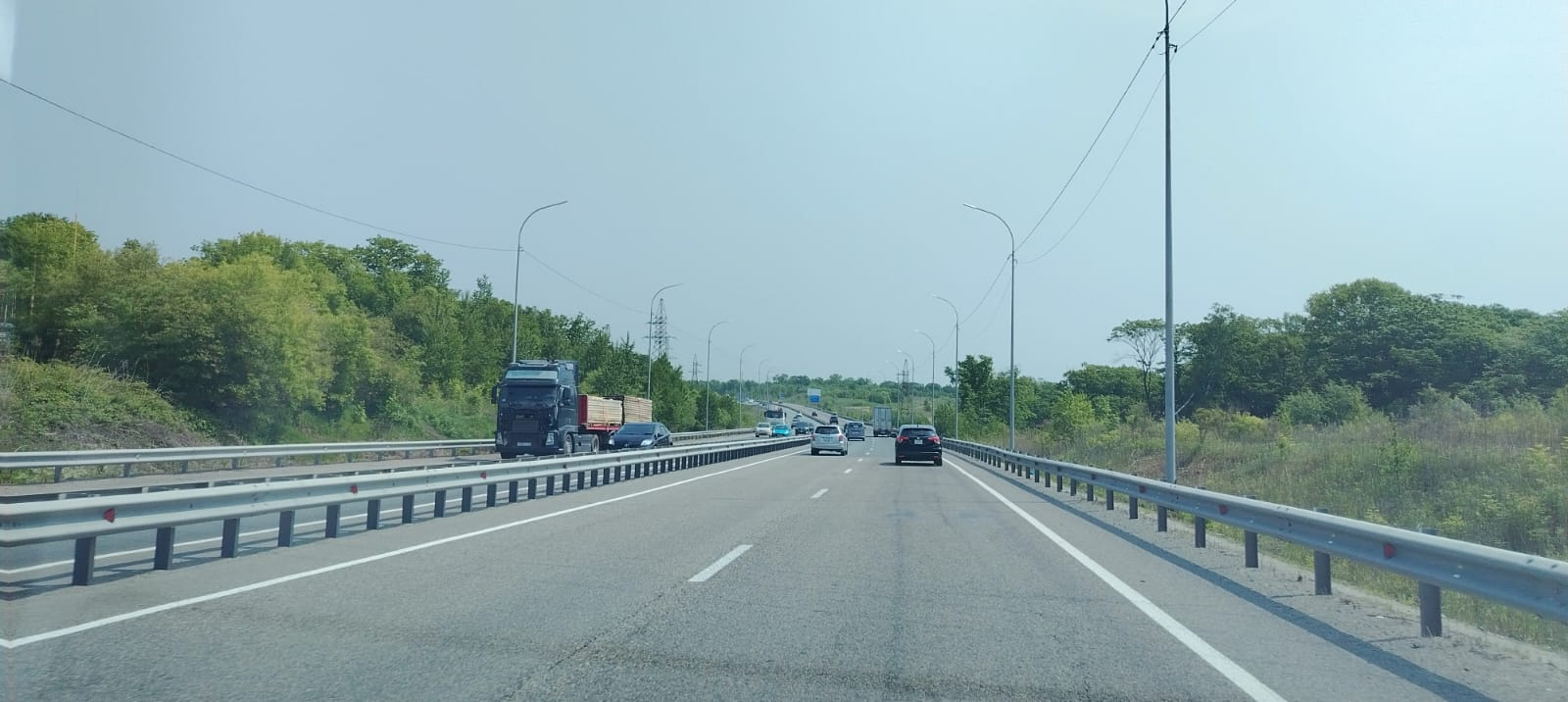
А-370 в пригороде Владивостока

Трасса А370 проходит по территории Приморского и Хабаровского краёв.
Хабаровский край
- 0 км — Хабаровск (0 км считается от пересечения с улицей Оборонной, выезд из города — 14 км)
- 14 км — Сосновка
- 27 км — Корфовский
- 35 км — Чирки
- 43 км — Владимировка
- 44 км —  посёлок Сита — выезд на трассу Восток
- 48 км — Зоевка
- 59 км — Переяславка —  на Бичевая — выезд на трассу Восток
- 69 км — Хор —  Дрофа
- 77 км — Новостройка —  Кондратьевка, Святогорье
- 85 км — Пос. Дормидонтовка
- 95 км — Село Дормидонтовка —  на Капитоновка — выезд на трассу Восток
- 102 км — Красицкое
- 110 км — Тигровое
- 116 км —Садовое
- 120 км — Вяземский
- Отрадное
- Аван
- Котиково
- Роскошь
- Глебово
- Лермонтовка
- Бойцово
- на Светлогорье Приморского края
- 220 км — Бикин (в 2013 г. построен обход города)
- Лесопильное

Приморский край
- Алчан
- Бурлит
- Федосьевка
- 270 км — Лучегорск
- Источник минеральной воды «Ласточка», Ласточка, Игнатьевка
- Емельяновка
- Нагорное
- Пожарское
- Совхоз Пожарский
- Губерово
- Новостройка
- Сухановка
- Эбергард
- Сальское
- 350 км — Дальнереченск

 на Звенигородку, далее на Новопокровку
 на Веденку, далее Ракитное, Ариадное, Кокшаровка и выезд на трассу Осиновка — Рудная Пристань
- Солнечное
- Филино
- Невское
- Пантелеймоновка

 Ильмовка
- Тамга,  на Елизаветовку
- Ружино
- 406 км — Лесное,  на Лесозаводск
- Орловку
- Глазовка
- на Иннокентьевку
- 432 км — Горные Ключи
- на Тихменево, Полевое, Лесозаводск
- на Уссурку
- на Родниковый
- 450 км — Кировский
- Увальное
- Руновка
- на Комаровку
- на Духовское
- на Свиягино, Васильковку
- на Кронштадтку
- Константиновка,  на Анненку
- на Хвалынку
- 518 км —  на Яковлевку и выезд на трассу Осиновка — Рудная Пристань
- 525 км — Спасск-Дальний
- на Дубовское
- на Красный Кут
- на Прохоры
- Малые Ключи
- на Синий Гай
- Дмитриевка
- Черниговка
- Высокое,  на Халкидон
- Сибирцево
- 595 км —  на А183 Ярославский — Жариково — Комиссарово
- на Абражеевку
- Ляличи
- на Кремово,  на Осиновку
- на Новошахтинский
- 627 км —  на автодорогу Осиновка — Рудная Пристань
- на Песчаное
- на Зеленый Яр
- Транспортная развязка — на А182 (Хороль — Камень-Рыболов — Турий Рог) и на Михайловку (автомобильный обход Уссурийска)
- на Васильевку
- Транспортная развязка — на Раковку и на Уссурийск (въезд в город по ул. Раковская и Чичерина)
- Транспортная развязка — автомобильный обход Уссурийска
- 680 км —  на Баневурово
- 688 км —  на Барановский, выезд на А189
- 702 км — Раздольное —  на А189 Барабаш — Краскино — Хасан
- Кипарисово
- Кипарисово-2
- на Тавричанку
- Вольно-Надеждинское
- 738 км — Угловое —  на А188 Артём — Фокино — Находка
- Трудовое
- 760 км — Владивосток